# 曾劭勳

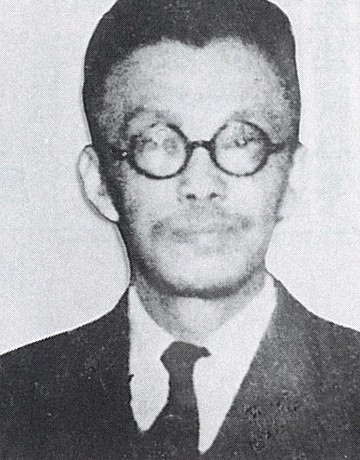
曾劭勳

曾劭勳（1893年9月—1964年1月21日）字伯猷，湖北漢陽人，中华民国法学家、法官。

## 生平
曾劭勳毕业于北京大學。此后歷任髙等法院刑庭庭長、司法部次長、第一屆司法院大法官曁国立台灣大學法律系敎授。
民国五十三年（1964年）1月，曾劭勳病逝。

## 家庭
曾劭勳前後曾娶兩位妻子，共生子女十二人，除其中二位幼年夭折外，其余均品學兼優，事業有成。
- 遺孀：費曼兒，於二戰後赴比利時留學，起初学习小提琴，尔后以演唱《蝴蝶夫人》而國際知名。曾劭勳去世后，費曼兒随子移居加拿大。[1]
- 長子：早年投筆從戎，入筧橋空軍官校，抗日戰争期間升至空軍中隊長，英勇殉職。[1]
- 次子：畢業於國立中央大學電機系。[1]
- 其他：自次子以下，均在国立台灣大學畢業。兄弟六人大學畢業後，分别赴美國及加拿大留学，並留當地，或者在大學任敎，或者在工商界任职。[1]